# Leucospilapteryx omissella
Leucospilapteryx omissella là một loài bướm đêm thuộc họ Gracillariidae. Nó được tìm thấy ở khắp châu Âu (trừ Ireland và bán đảo Balkan), đông Nga đến Nhật Bản.
Sải cánh dài 7–8 mm. Con trưởng thành vào tháng 5 và tháng 8.
Ấu trùng ăn Artemisia campestris và Artemisia vulgaris. Chúng ăn lá nơi chúng làm tổ.